# Sociedad Francesa de Piritas de Huelva
La Sociedad Francesa de Piritas de Huelva (en francés: Societé française des pyrites de Huelva), abreviada en ocasiones como SFPH, fue una empresa minera de capital francés que actuó en suelo español. A lo largo de su historia llegó a poseer varias explotaciones mineras en la provincia de Huelva.

## Historia
La empresa fue fundada en 1899, contando con un capital social de tres millones y medio de francos. La nueva sociedad heredaba las actividades que la extinta Compagnie des Mines de Cuivre d'Aguas Teñidas había desarrollado en las minas de Aguas Teñidas, controlando asimismo otros yacimientos de la provincia de Huelva como El Perrunal, Confesionarios o Lomero-Poyatos. También llegó a tomar en arriendo la explotación de la mina El Carpio, cuya gestión retuvo entre 1900 y 1909. El núcleo de las actividades de la compañía estuvo en la localidad de Valdelamusa, donde levantó un poblado minero y diversas instalaciones. La SFPH llegó a ser una de la principales empresas de España productoras de piritas, situándose en su momento como la tercera tras la Rio Tinto Company Limited y la Tharsis Sulphur and Copper Company Limited. Sin embargo, carente de una sólida base financiera, la sociedad francesa fracasó en su intento de convertirse en «una segunda Tharsis».
Durante el período comprendido entre 1954 y 1971 la empresa estuvo entre los diez primeros vendedores de piritas en España, teniendo un 3,8% de la cuota de mercado. También ostentó un papel significativo en las exportaciones de pirita al extranjero. Entre los clientes nacionales más importantes de la SFPH se encontraban sociedades como Cros, Mirat, Carrillo, Productos Químicos Ibéricos, Dow Unquinesa, etc. A mediados de la década de 1970, en un contexto creciente de crisis que vivía la minería onubense, la explotación de los yacimientos dejó de ser un negocio para la empresa. En 1977 los ciento nueve trabajadores de la sociedad la adquirieron a sus propietarios franceses. Estos constituirían una sociedad anónima laboral, «Piritas de Huelva S.A.L.», y mantendrían sus actividades.

## Organización
La empresa tenía su sede social en París, en el n.º 39 de la calle Chateaudum, si bien la dirección operativa de la misma se encontraba en la localidad onubense de Valdelamusa. Con los años se levantó un poblado de cierta importancia, así como numerosas instalaciones ligadas con la explotación minera: oficinas, economato, talleres auxiliares, estación de carga y descarga de mineral, la cabecera del ferrocarril de Valdelamusa a San Telmo, etc. En Huelva capital se encontraban la oficina de representación oficial de la empresa y las oficinas para el embarque de mineral en el puerto.
En la actualidad los fondos documentales de la sociedad se encuentran bajo custodia del Archivo Histórico Minero de la Fundación Río Tinto.